# Parque nacional del Lago Mburo
El Parque nacional del Lago Mburo es un espacio protegido situado en el oeste de Uganda.
El parque está situado en el distrito de Mbarara en el oeste de Uganda, a unos 30 kilómetros, por carretera, al este de Mbarara, la ciudad más grande en la subregión. Este territorio se encuentra a aproximadamente 240 kilómetros, por carretera, al oeste de Kampala, la capital de Uganda y la ciudad más grande del país.
El parque cuenta con una variedad de animales como cebras, impalas, búfalos, y más de trescientas especies de aves. Con 260 kilómetros cuadrados, el parque es el más pequeño de las sabanas de Uganda.

## Historia
El lago Mburo apareció se estableció por primera vez en 1933 como un coto de caza controlado y se convirtió en 1963 en una reserva de caza. En la región residían pastores Banyankole Bahima con vacas Ankole, algo que siguen haciendo en la actualidad. Los residentes continuaron pastando su ganado en la reserva, una situación denunciada por los conservacionistas occidentales, que los calificaron de "invasores" en 1981, pero fueron expulsados de sus tierras después de que se convirtiera en parque nacional en 1983, como esperaban algunos en Occidente.
La decisión del gobierno de Obote de subir la categoría de la reserva tenía como objetivo, en parte, debilitar a los Banyankole, que apoyaban a los rebeldes anti-Obote. Ocurrió en el momento de la masacre de la Operación Bonanza de 300.000 personas durante la guerra civil ugandesa. Como los pastores desalojados no fueron compensados por las tierras de pastoreo perdidas ni se les ayudo para su reasentamiento, muchos se mostraron hostiles a cambiar el estatus del parque. Los pastizales fuera del parque se subdividieron posteriormente en pequeñas praderas y parcelas agrícolas de subsistencia.
En 1985, cayó el segundo régimen de Obote y los residentes anteriores del lago Mburo volvieron a ocupar las tierras del parque, expulsaron al personal del parque, destruyeron la infraestructura y mataron la vida salvaje. En 1986, el gobierno del Movimiento de Resistencia Nacional finalmente volvió a declarar la mitad del área original como parque nacional.
Dentro del parque todavía hay lugares de importancia cultural, como Rubanga, donde antiguamente se hacían sacrificios a los dioses; Ruroko es el lugar donde vivía el semimítico Bachwezi, y Kigarama era el lugar donde solían alojarse los sirvientes del rey.

## Galería de imágenes

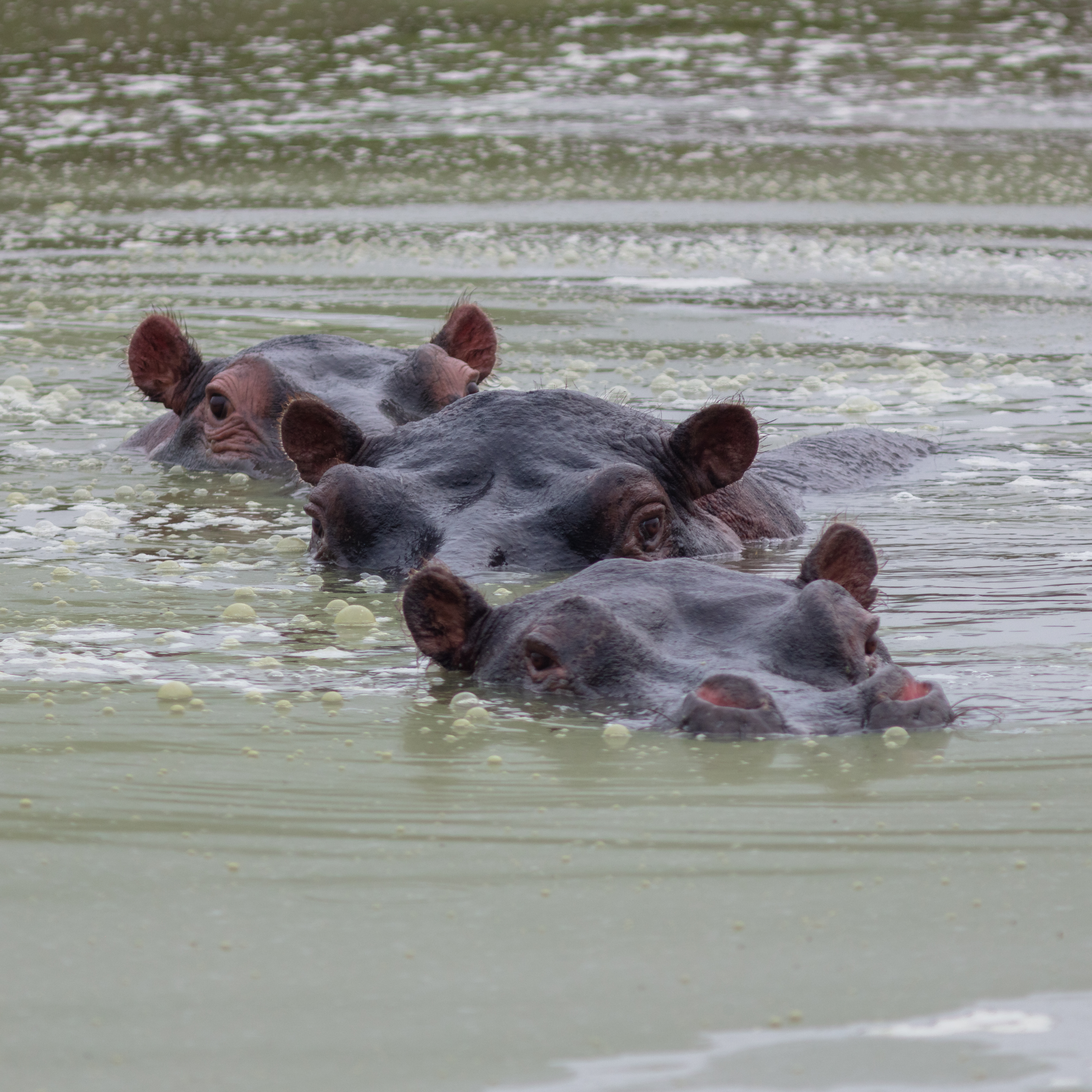
Hipopótamo común (Hippopotamus amphibius).
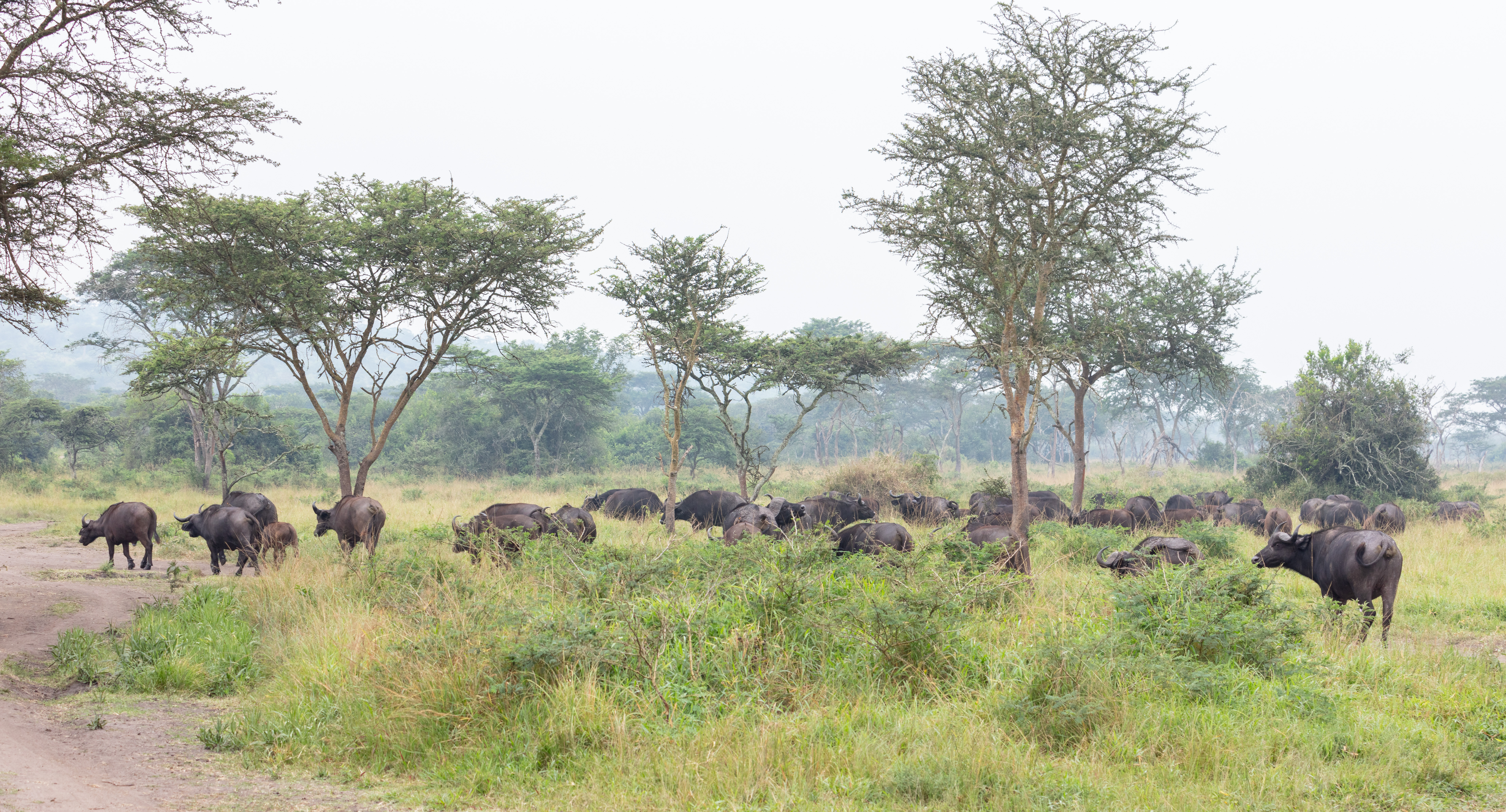
Búfalos cafre (Syncerus caffer).
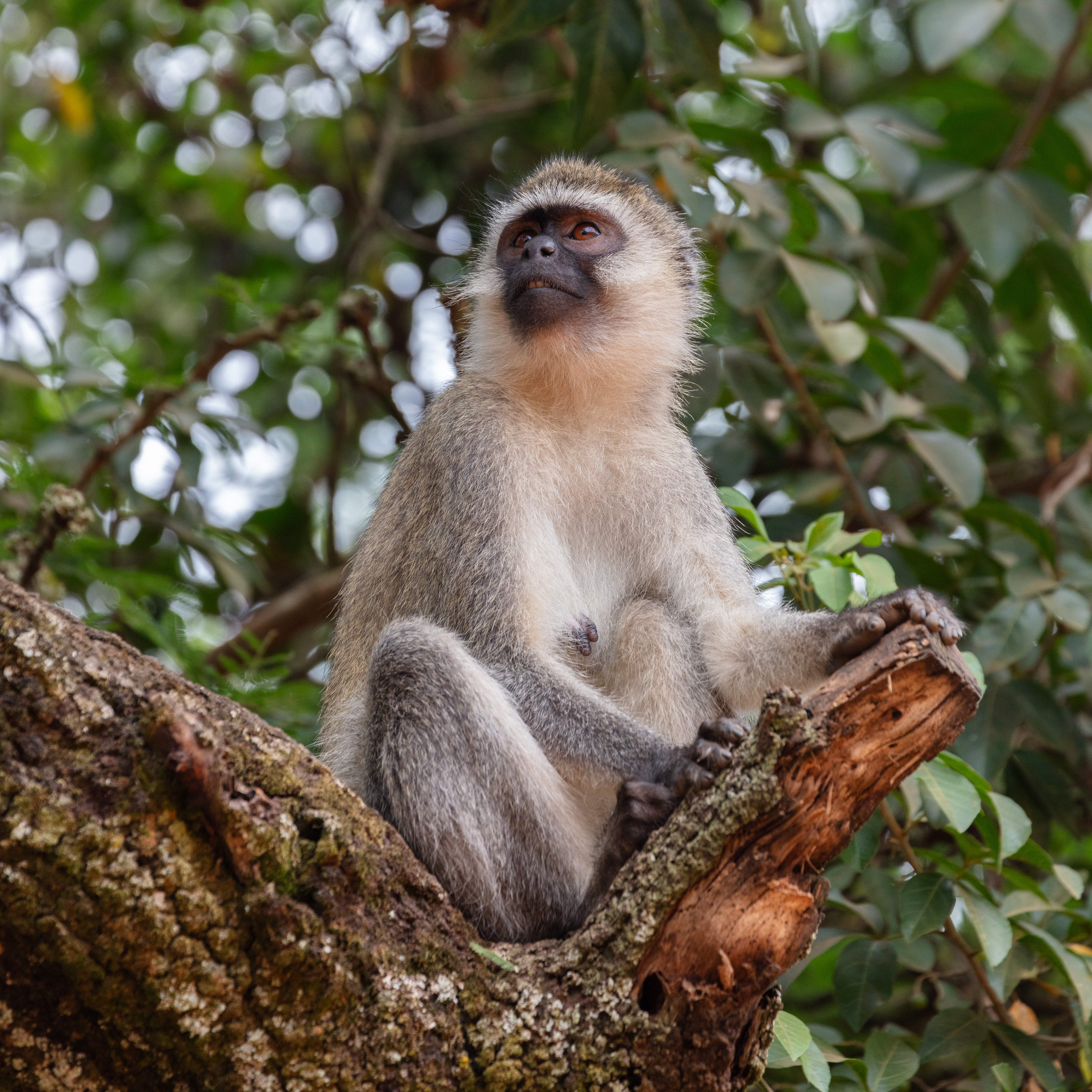
Cercopiteco tántalo (Chlorocebus tantalus).
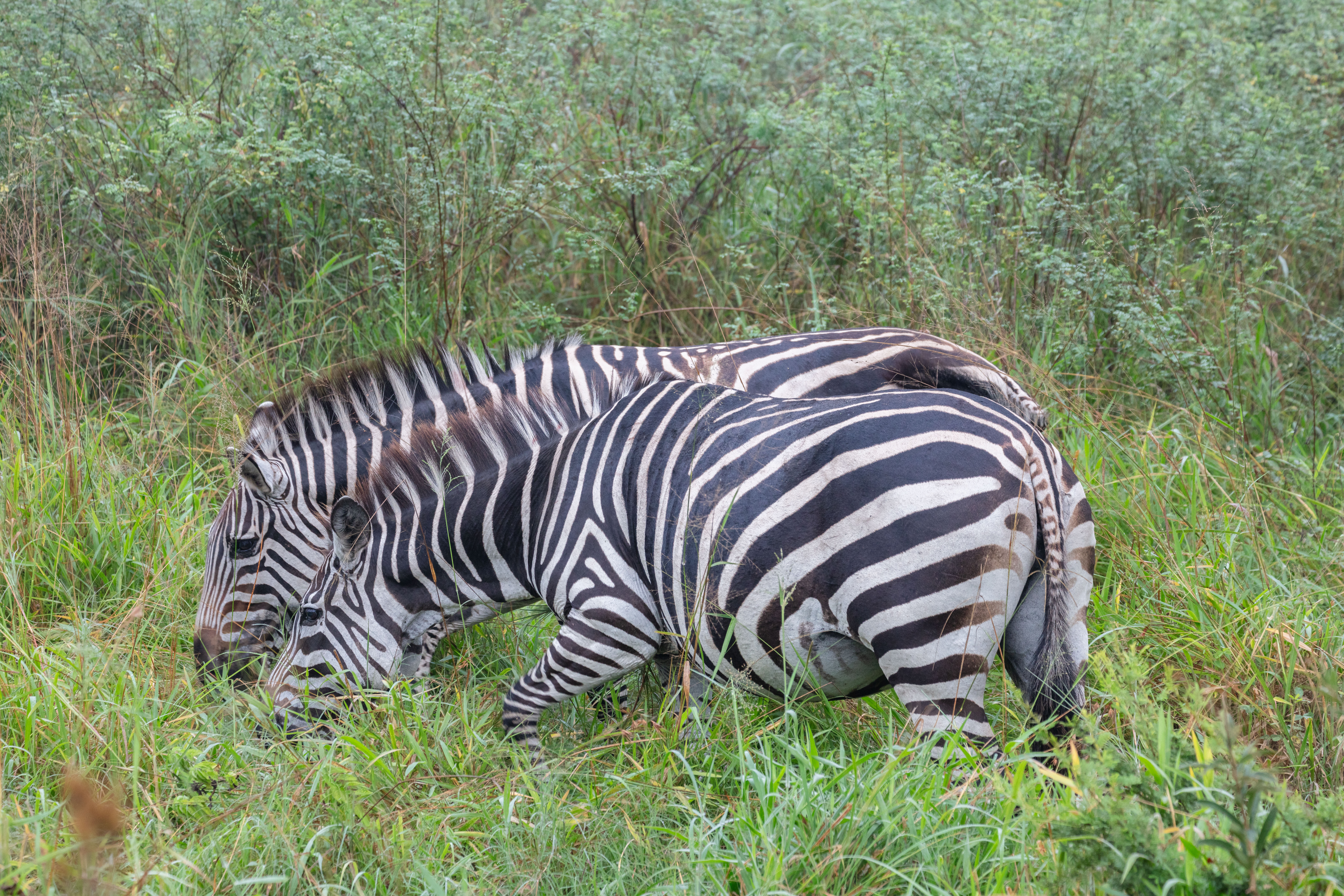
Cebra común (Equus quagga).
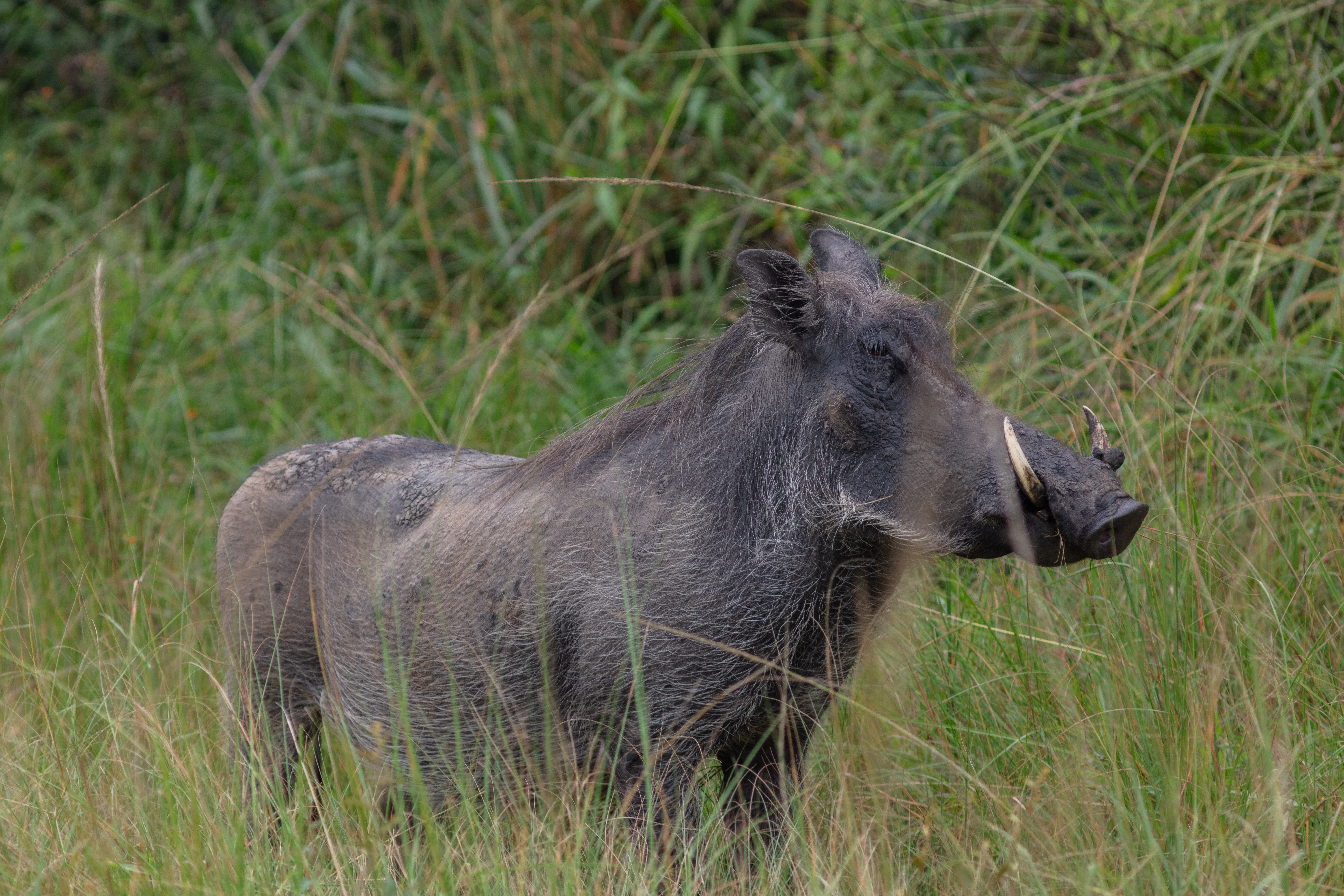
Facóquero común (Phacochoerus africanus).
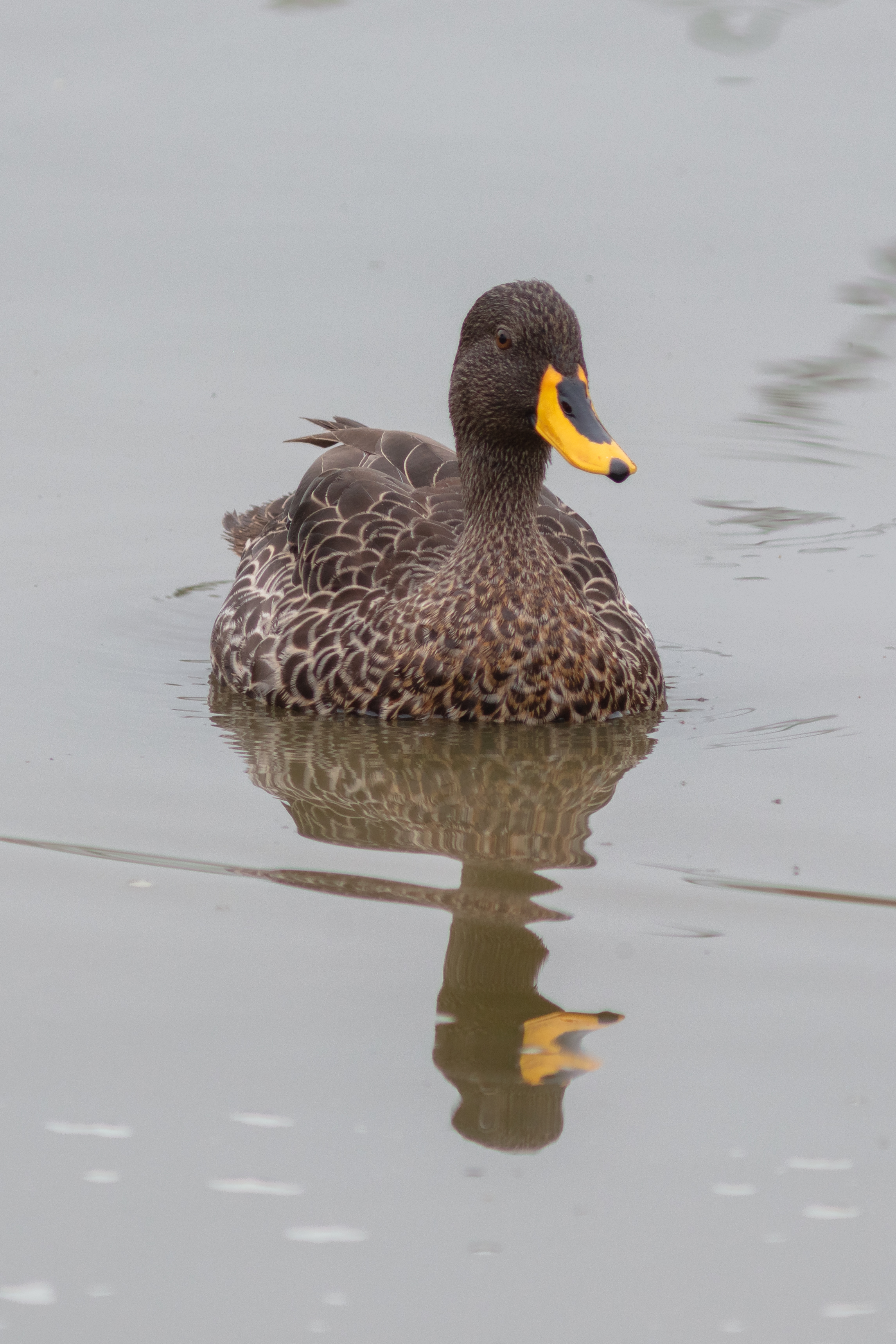
Pato de pico amarillo (Anas undulata).
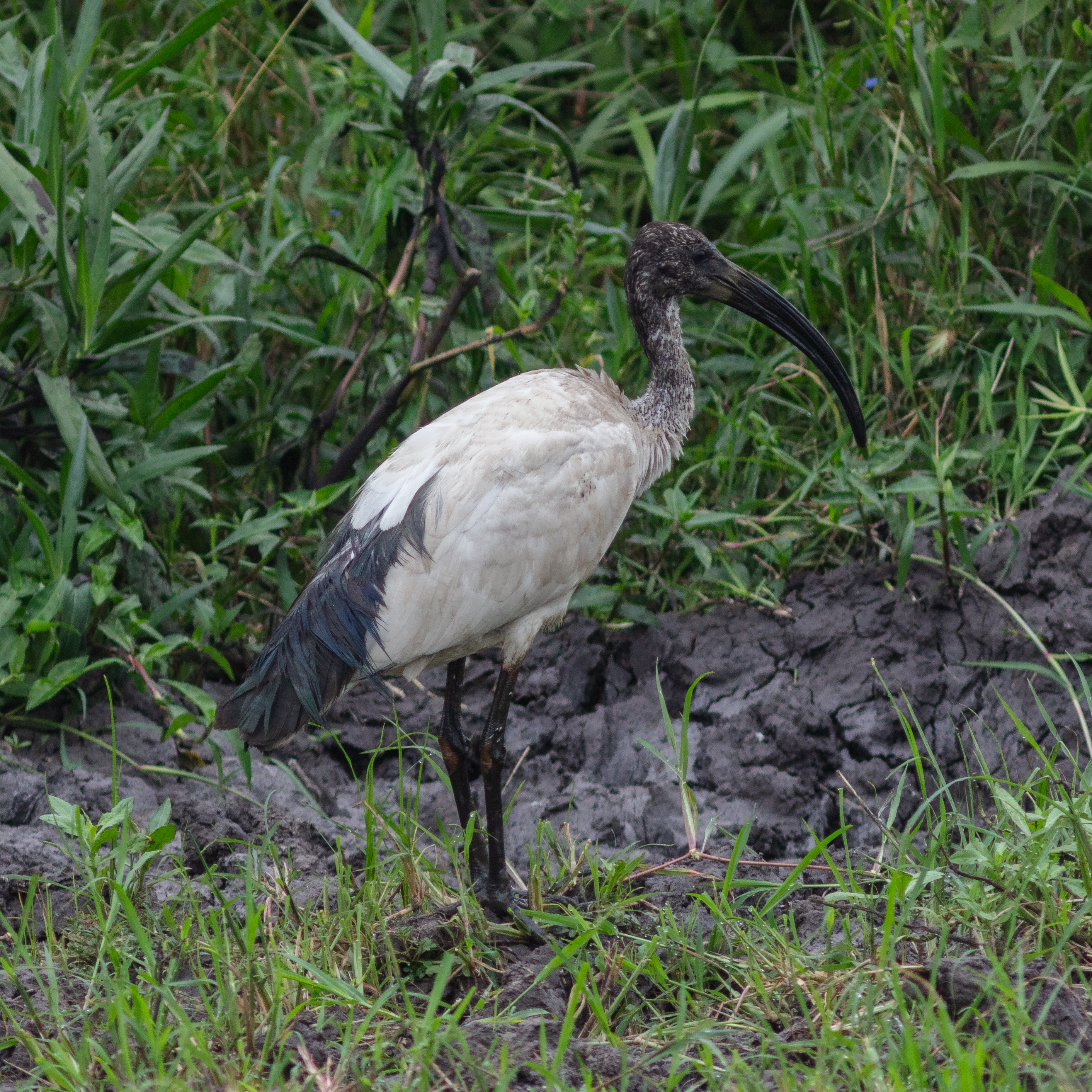
Ibis sagrado (Threskiornis aethiopicus).
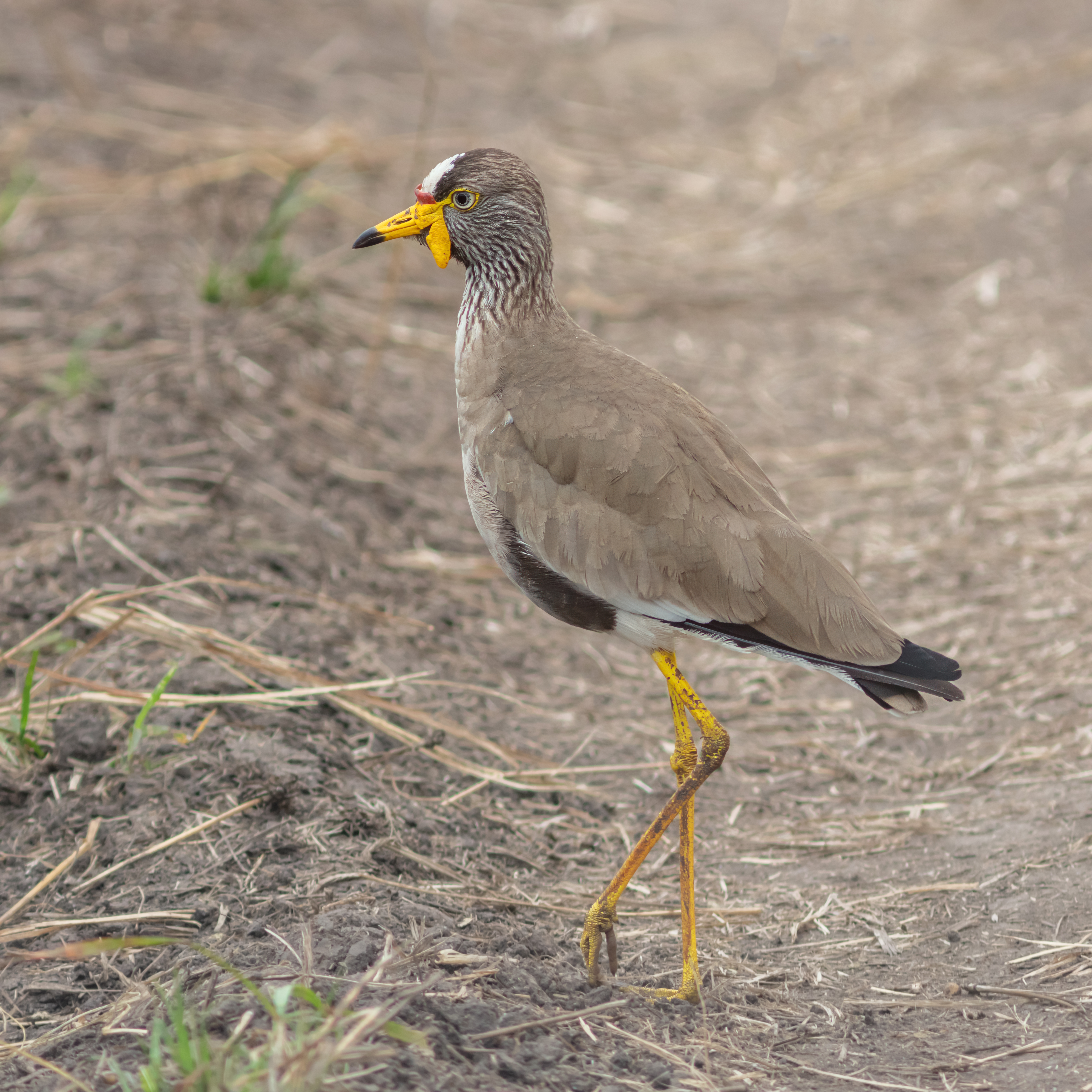
Avefría senegalesa (Vanellus senegallus).
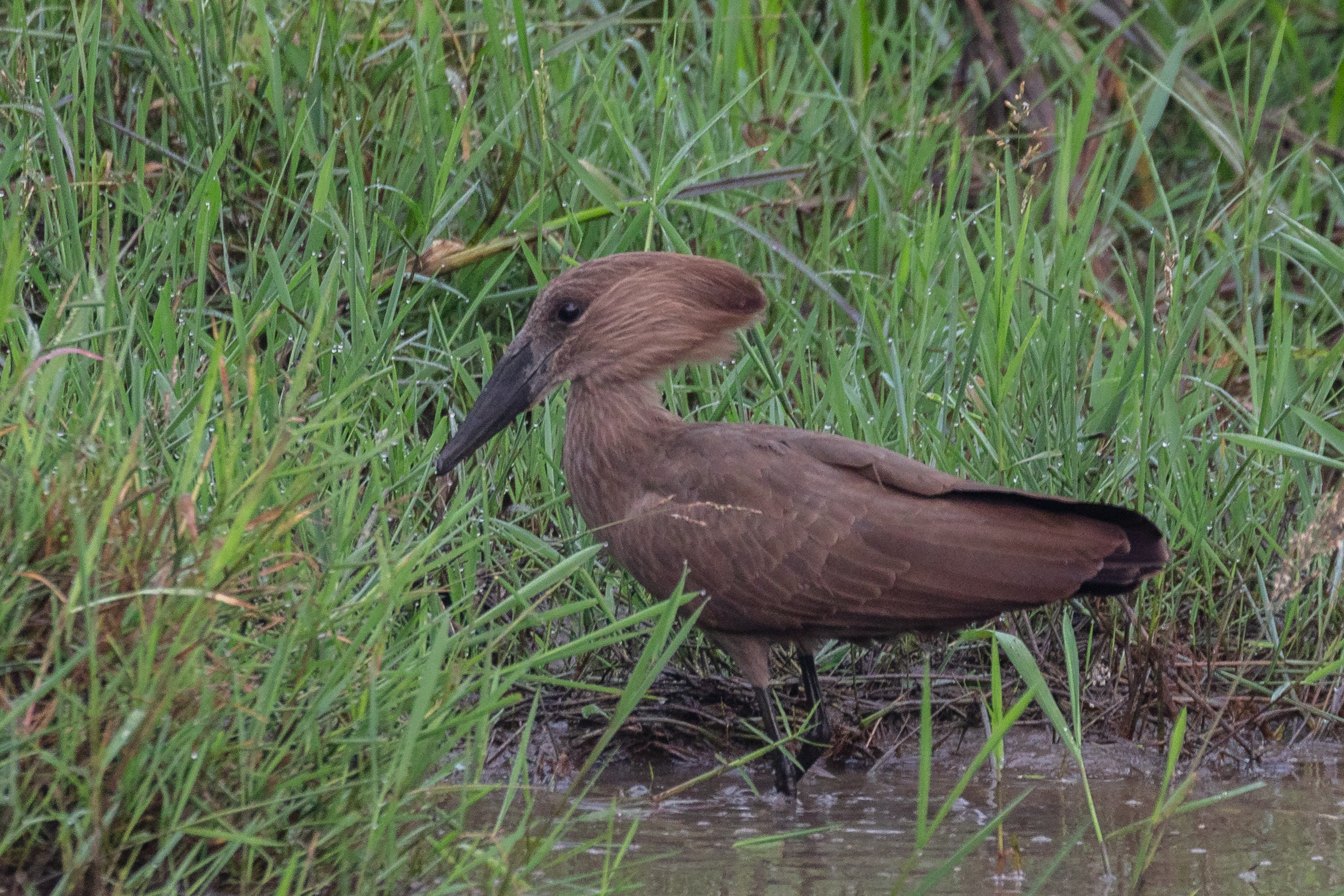
Avemartillo (Scopus umbretta).
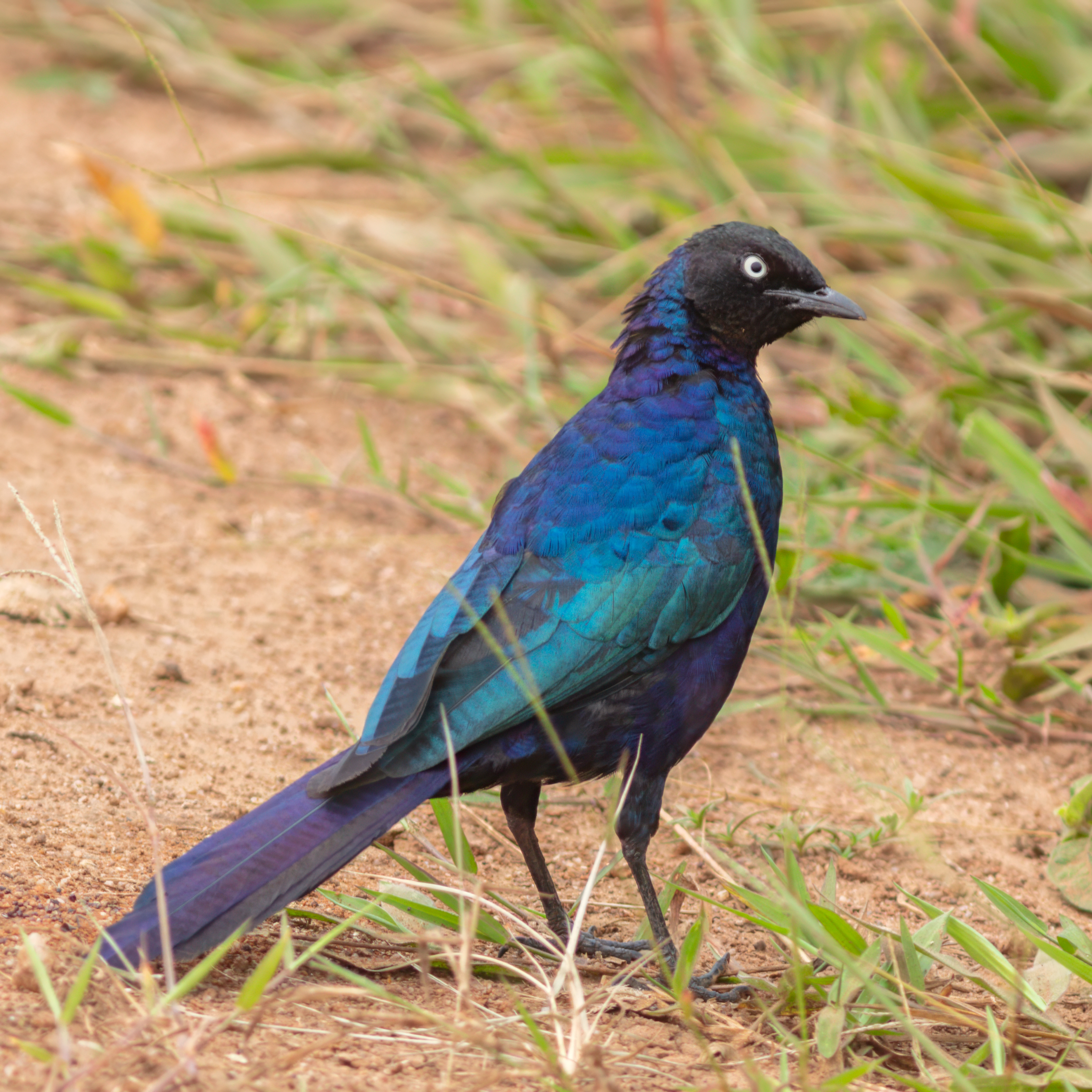
Estornino de Rüppell (Lamprotornis purpuroptera).